# Czyżówka (Klein-Polen)
Czyżówka is een dorp in de Poolse woiwodschap Klein-Polen. De plaats maakt deel uit van de gemeente Trzebinia en telt 702 inwoners.